# Svedala köping
Denna artikel handlar om den tidigare kommunen Svedala köping. För orten se Svedala, för dagens kommun, se Svedala kommun.
Svedala köping var en tidigare kommun i Malmöhus län.

## Administrativ historik
Svedala köping bildades 1919 genom en utbrytning ur Svedala landskommun där municipalsamhället Svedala municipalsamhälle inrättats 7 juli 1899. Köpingen inkorporerade 1950 Svedala landskommun och 1967 delen Börringe ur Anderslövs landskommun. 1971 ombildades köpingen till Svedala kommun.
Köpingen hörde till Svedala församling.

## Heraldiskt vapen
Blasonering: I fält av guld ett blått naverlönnblad, omgivet av en röd kuggkrans.
Svedala köpingsvapen, vilket skilde sig från det senare antagna kommunvapnet, fastställdes av Kungl. Maj:t den 19 februari 1960. Naverlönnen används som symbol för Svedala eftersom det är en av dess få växtplatser i Sverige, medan kuggkransen erinrar om köpingens mekaniska industri.

## Geografi
Svedala köping omfattade den 1 januari 1952 en areal av 43,56 km², varav 41,52 km² land.

### Tätorter i köpingen 1960
| Tätort   | Folkmängd |
| -------- | --------- |
| Svedala  | 3 114     |
| Sjödiken | 229       |

Tätortsgraden i köpingen var den 1 november 1960 66,1 procent.

## Politik

### Mandatfördelning i valen 1938-1966
| 11 | 1 | 3 | 5 |

| 19 |

| 12 | 1 | 3 | 4 |

| 19 |

| 12 | 3 | 5 |

| 18 |

| 19 | 3 | 4 | 4 |

| 27 |

| 18 | 3 | 5 | 4 |

| 28 |

| 17 | 5 | 4 | 4 |

| 27 |

| 19 | 5 | 3 | 3 |

| 27 |

| 20 | 7 | 4 | 4 |

| 31 |